# Władysław Wankie
Władysław Wankie (sinh năm 1860 tại Warsaw - mất năm 1925 tại Warsaw) là một họa sĩ và nhà phê bình nghệ thuật người Ba Lan. Ông là tác giả của nhiều bức tranh phong cảnh, tranh tự do và tranh tôn giáo được vẽ theo trào lưu chủ nghĩa hiện thực hoặc trào lưu chủ nghĩa tượng trưng. Ông là đồng tác giả của bức Toàn cảnh dãy Tatra (Panorama Tatr).
Từ năm 1875 đến năm 1880, Władysław Wankie làm học trò của họa sĩ Wojciech Gerson. Sau đó, ông theo học Học viện Mỹ thuật Jan Matejko ở Kraków và trở thành học trò của Władysław Łuszczkiewicz và Jan Matejko. Tuy nhiên, vì không chấp nhận thực tế chủ nghĩa học viện thống trị tại ngôi trường này, vào năm 1882, Władysław Wankie chuyển đến Munich và sống ở đây trong 20 năm liền. Ở đây, ông kết thân với một số họa sĩ người Ba Lan có quan hệ với Józef Brandt và vẫn giữ liên lạc chặt chẽ với các họa sĩ ở Ba Lan. Władysław Wankie triển lãm các tác phẩm nghệ thuật tại Phòng triển lãm Nghệ thuật Quốc gia Zachęta ở Warsaw, và một số nơi khác. Ông cũng cộng tác với nhiều tập san của Ba Lan.
Năm 1903, Władysław Wankie trở lại Ba Lan và định cư ở Warsaw. Hai năm sau, ông trở thành thành viên của Hiệp hội Khuyến khích Mỹ thuật (Towarzystwo Zachęty Sztuk Pięknych). Trong giai đoạn 1906-1924, Władysław Wankie làm biên tập viên cho tạp chí nghệ thuật Świat và cộng tác với các tập san Tygodnik Ilustracyjny và Kurier Warszawski. Ông là một trong những người sáng lập và lãnh đạo Hiệp hội Pro Arte (Stowarzyszenie Pro Arte).

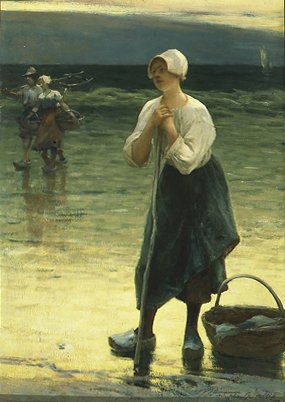
Nữ ngư dân Breton (1893)
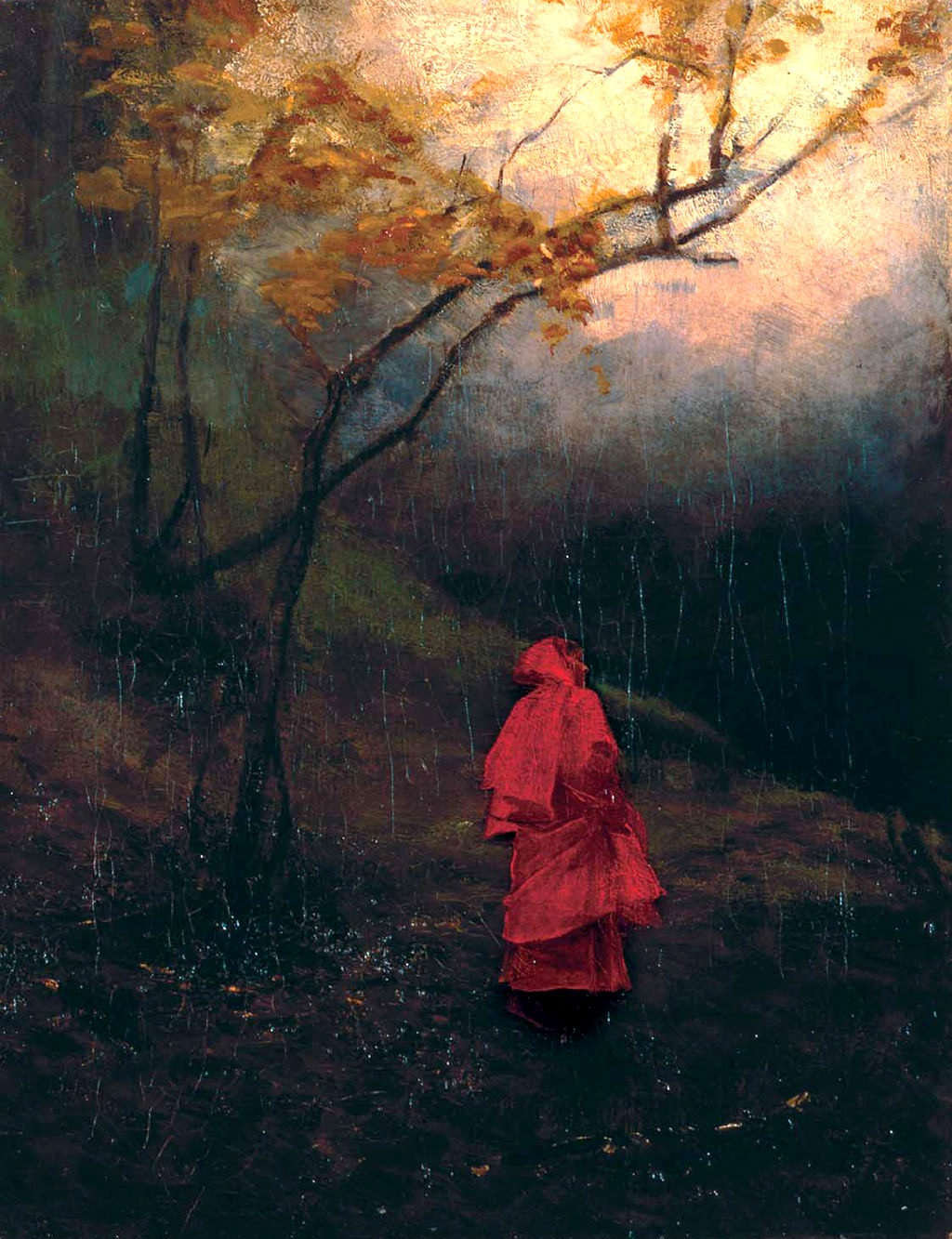
Một mình trong công viên (khoảng 1900)
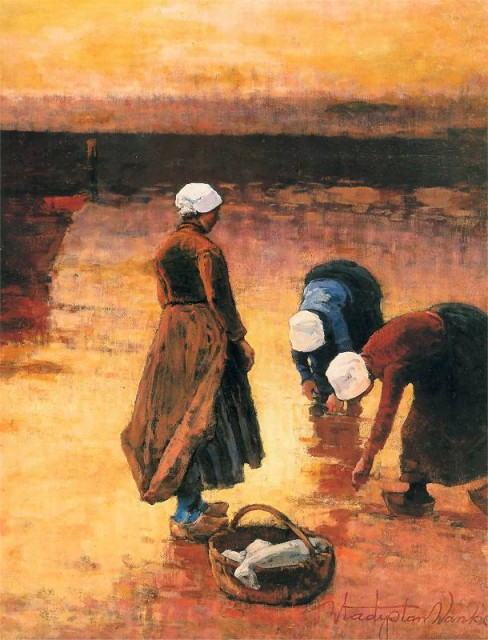
Phụ nữ bên bờ sông (khoảng 1925)